# Richard Kreml
Richard Kreml (* 6. října 1970 Přerov) je český lékař – ortoped a politik, v letech 2020 až 2024 zastupitel Zlínského kraje, od roku 2010 zastupitel města Kroměříž, člen Zelených.

## Život
Pochází z Přerova. Vystudoval medicínu a jako ortoped se za prací dostal do Kroměříže, kde žije v místní části Vážany. Angažuje se v oblasti ochrany životního prostředí, nakládání samosprávy s veřejným majetkem či trasování místních komunikací.

## Politické působení
Je členem Strany zelených.
V komunálních volbách v roce 2006 kandidoval za SZ do Zastupitelstva města Kroměříž, ale neuspěl. Zastupitelem města se tak stal až po volbách v roce 2010, kdy místní kandidátku SZ vedl, a to pod názvem "Zdravé Kroměřížsko". Ve volbách v roce 2014 mandát obhájil jako člen SZ na kandidátce "ZDRAVÉ KROMĚŘÍŽSKO" (tj. SZ a nezávislí kandidáti). Působí jako předseda Komise pro životní prostředí. Také ve volbách v roce 2018 vedl jako člen Zelených kandidátku subjektu "ZDRAVÉ KROMĚŘÍŽSKO" (tj. Zelení, TOP 09 a nezávislí kandidáti) a mandát zastupitele města obhájil.
V krajských volbách v letech 2008 a 2012 kandidoval za SZ do Zastupitelstva Zlínského kraje, ale ani jednou neuspěl. V krajských volbách v roce 2020 byla z pozice člena Zelených zvolen na společné kandidátce ČSSD a Zelených zastupitelem Zlínského kraje.
Ve volbách do Poslanecké sněmovny PČR v roce 2013 kandidoval za SZ ve Zlínském kraji, ale neuspěl. Ve volbách do Poslanecké sněmovny PČR v roce 2017 byl lídrem Zelených ve Zlínském kraji, ale neuspěl.
V krajských volbách v září 2024 kandidoval z pozice člena Zelených na kandidátní listině SOCDEM (kterou Zelení podporovali) do Zastupitelstva Zlínského kraje. Mandát se mu však nepodařilo obhájit, protože celý subjekt získal jen 2,79 % hlasů a do zastupitelstva se tak vůbec nedostal.